# Chiripha
Chiripha is een geslacht van vlinders van de familie uilen (Noctuidae).

## Soorten
- C. involuta Walker, 1856
- C. orestera Tams, 1930